# غوردون غيلبرت
غوردون غيلبرت (بالإنجليزية: Gordon Gilbert)‏ (10 ديسمبر 1982 في جنوب أفريقيا - ) هو لاعب كرة قدم جنوب أفريقي في مركز الدفاع. لعب مع سانت جونستون ونادي جامعة بريتوريا ونادي كايزر تشيفز ونادي مبومالانجا بلاك أسأت ونادي إيست فيف وموروكا سوالوز.

## وصلات خارجية
- غوردون غيلبرت على موقع قاعدة بيانات كرة القدم.إي يو (الإنجليزية)
- غوردون غيلبرت على موقع Soccerbase.com (لاعب) (الإنجليزية)